# クーン・クルッケ

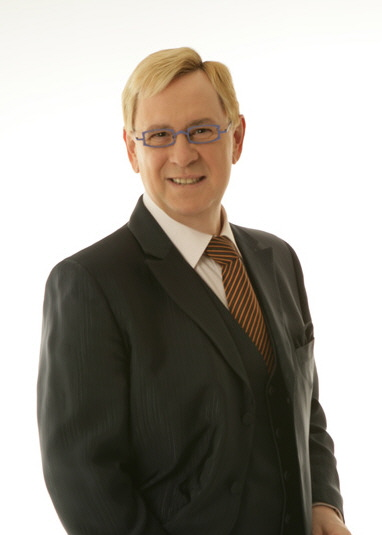
クーン・クルッケ

クーンラート・デシレ・アーサー(クーン)クルッケ（Koenraad Desiré Arthur (Koen) Crucke、1952年2月11日 - ）は、ベルギー・ヘント出身のオペラ歌手、俳優、政治家。

## 来歴
主にオペラ歌手としてフラームスオペラ(Vlaamse Opera)で活躍。また数多くのミュージカルにも出演。さらに1990年以降は子ども向けのテレビシリーズ『Samson en Gert』に出演している。
2004年、ベルギーで新しく制定された同性婚制度を利用し、長年付き添っていたパートナーと結婚した。